# Neohelota chinensis
Neohelota chinensis là một loài bọ cánh cứng trong họ Helotidae. Loài này được Mader miêu tả khoa học năm 1955.